# Flocel Sabaté i Curull
Flocel Sabaté i Curull (Igualada, l'Anoia, 5 de febrer de 1962) és un historiador, medievalista i professor universitari català.
Format a la Universitat de Barcelona, on es va doctorar el 1986, exerceix com a professor de la Universitat de Lleida des del 1991, on actualment és catedràtic d'història medieval. Ha impartit la docència, com a professor convidat, a diverses universitats estrangeres, com la Universitat de París I Panteó-Sorbona (2003, 2004), l'École Normale Supérieure (2006), la Universitat de Poitiers (2007), la Universitat Yale (2008), la Universidad Nacional Autónoma de México (2009), la Universitat de Northúmbria (2010), la Universitat de Dresden (2011) i la Universitat de Cambridge (2012).
La seva tasca investigadora s'ha centrat en l’estudi de l'agressivitat i els comportaments socials, l'administració de la justícia i l'articulació espacial del poder. Té una obra molt extensa, integrada per llibres, capítols de llibres i articles en revistes indexades. Entre els llibres sobresurten l'expansió territorial de Catalunya (segles ix-xii): conquesta o repoblació? (Lleida, 1996), El territori de la Catalunya medieval. Percepció de l'espai i divisió territorial al llarg de l'edat mitjana (Barcelona, 1997), Història de lleida. Alta edat mitjana (Lleida, 2003) i la feudalización de la sociedad catalana (Granada, 2007).
L'any 2015 fou escollit membre numerari de la Secció Històrico-Arqueològica de l'Institut d'Estudis Catalans. «Percepció i identificació dels catalans a l’edat mitjana» fou el títol del discurs de recepció que pronuncià a la seu de l’IEC. També és membre corresponent de la Reial Acadèmia de la Història d'Espanya, i de les acadèmies de França i els Estats Units. A més, és director de la revista especialitzada "Imago Temporis Medium Aevum" i president de l'Associació d'Historiadors de la Corona d'Aragó.
L'any 2021 s'incorporà com a nou membre del Consell de Govern de l'Agència per a la Qualitat del Sistema Universitari de Catalunya (AQU Catalunya). Pel que fa a la seva experiència en avaluació, destaca la participació en les comissions d’avaluació de professorat d’AQU Catalunya des de 2009.
El juliol del 2022 se li atorgà el '37 Premi Ferran Soldevila de biografia o estudis històrics' que atorga la Fundació Congrés de Cultura Catalana pel seu llibre "La pena de mort a la Catalunya baixmedieval: Retrat d’una societat".

## Reconeixements
- 'XII Premi Pròsper de Bofarull' (1995)[1]
- 'VII Premi Josep Iglésies i Fort' (1995)[1]
- 'XXè Premi Joaquim Carreras Candi' (1998)[1]
- 'Ia Distinció de la Generalitat de Catalunya per a la Promoció de la Recerca Universitària' (2000)[6]
- 'Premi Grup de Recerca i Investigació dels III Premis Lleidatans' (2014)[1]
- 'Doctor honoris causa' per la Universitat de Cuyo, a l'Argentina (2014)[4]
- 'Premi ICREA Acadèmia' en dues edicions (2015 i 2020), amb què la Generalitat de Catalunya reconeix la tasca investigadora del professorat de les universitats públiques catalanes[4]
- 'Premi Ferran Soldevila', pel seu llibre sobre la pena de mort en la Baixa Edat Mitjana (2022)[5][2]